# Red Rock (condado de Pinal)
Red Rock es un lugar designado por el censo ubicado en el condado de Pinal en el estado estadounidense de Arizona. En el Censo de 2010 tenía una población de 2169 habitantes y una densidad poblacional de 17,7 personas por km².

## Geografía
Red Rock se encuentra ubicado en las coordenadas 32°33′40″N 111°22′26″O / 32.56111, -111.37389. Según la Oficina del Censo de los Estados Unidos, Red Rock tiene una superficie total de 122.53 km², de la cual 122.52 km² corresponden a tierra firme y (0.01%) 0.01 km² es agua.

## Demografía
Según el censo de 2010, había 2169 personas residiendo en Red Rock. La densidad de población era de 17,7 hab./km². De los 2169 habitantes, Red Rock estaba compuesto por el 81.01% blancos, el 1.94% eran afroamericanos, el 1.61% eran amerindios, el 1.01% eran asiáticos, el 0.05% eran isleños del Pacífico, el 8.58% eran de otras razas y el 5.81% pertenecían a dos o más razas. Del total de la población el 27.8% eran hispanos o latinos de cualquier raza.